# آی‌ان‌اس چاتاک (کی۹۶)
آی‌ان‌اس چاتاک (کی۹۶) (به انگلیسی: INS Chatak (K96)) یک کشتی است که طول آن 38.6 meters می‌باشد.